# AFP Protección
AFP Protección es una Administradoras de Fondos de Pensiones y de Cesantía filial del Grupo SURA. 
Es la segunda AFP más grande de Colombia, detrás de AFP Porvenir. Cuenta con aproximadamente cinco millones y medio de afiliados.

## Historia
AFP Protección se fundó el 12 de agosto de 1991 como un fondo de cesantías, en 1993 se creó el fondo de pensiones voluntarias y en 1994 se creó el fondo de pensiones obligatorias.

## Composición accionaria
Según el reporte del gobierno corporativo de 2023 la participación se divide de la siguiente manera: